# Liturgiska striden

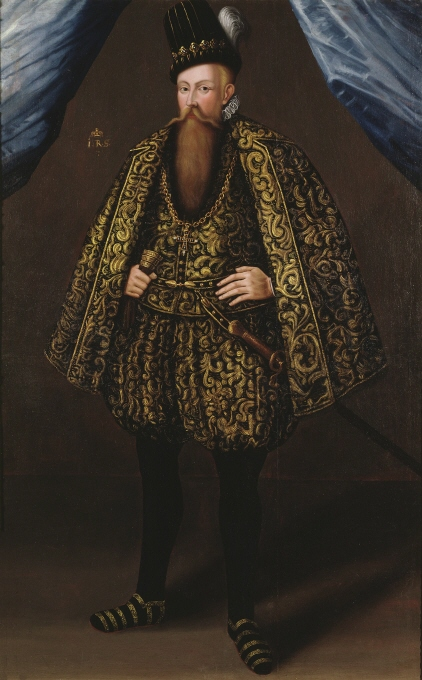
Johan III, efter en målning av Johan Baptista van Uther.

Liturgiska striden kallas de 20-åriga stridigheter (1574–1593) angående den svenska kyrkans bekännelse och religionsbruk, som framkallades av kung Johan III:s försök att tvinga kyrkan att inta en förmedlande ståndpunkt mellan katolicismen och de protestantiska meningsriktningarna genom fasthållande av endast så mycket i lära och kult, som kunde anses grundat omedelbart i Guds ord eller de äldste kyrkofädernas skrifter.

## Bakgrund
Johans III hade personligen ett starkt religiöst intresse, som rörde sig i en estetisk linje. Han kände sig mer attraherad av den romersk-katolska kyrkans praktfulla gudstjänst med dess vackra musik än av den lutherska, som i jämförelse verkade enkel och kylig. Kyrkoplundringen under Gustav Vasas regering hade lett till likgiltighet och förakt för de yttre formerna.
Idén om de olika kristna kyrkornas sammanslutning hade redan tidigare framträtt utomlands och där haft sin mest framstående förespråkare i den nederländske teologen Georg Cassander (död 1566). Johan III hade genom sina teologiska studier under fängelsetiden på Gripsholm (1563–1567) gjort sig förtrogen med samma tanke, och han fick i sin sekreterare Petrus Fecht en god medhjälpare vid strävandet att återställa "den första kyrkans apostoliska och katolska tro".  
Johans gemål Katarina Jagellonica, som han var starkt fäst vid, var polsk prinsessa och alltså katolik. Hon hade ingivit honom en stark böjelse för den romerska kyrkan. Av dess ledande män prisades också Katarina mycket för sitt brinnande nit att i sitt nya, kätterska hemland missionera för katolicismen, och man stöttade henne kraftigt i denna föresats.
Vid riksdagen 1574 fastställde Johan, trots framförda invändningar, ett antal mindre förhållningsregler rörande gudstjänsten. I sitt öppningstal klagade kungen över att prästerna visade alltför liten vördnad för det heliga, att de lät kyrkorna förfalla och heliga dräkter förstöras. År 1575 fick han kyrkans främsta män att anta den "nya ordinantian" (Nova Ordinantia), som i flera punkter även innehöll lärosatser, annorlunda än vad som kort därefter gällde som ensamt renlärig lutherdom. Teologerna från Uppsala fick avge ett särskilt utlåtande över denna ordinantia: de ansåg att den innehöll kyrkans godkända lära, "allenast den rätt förstodes", samt att de däri föreskrivna ceremonierna väl kunde accepteras, "såvida det ej väckte förargelse". Samma år godkändes stadgan villkorligt även av de präster, som sammanträffat, då ärkebiskop Laurentius Petri Gothus, biskoparna i Linköping och Västerås vigdes till sina ämbeten. 
År 1576 bröt schismen ut fullständigt, sedan kungen i början av samma år låtit trycka och sprida en ny gudstjänstordning, Liturgia Svecanæ Ecclesiæ catholicæ & orthodoxæ conformia, den så kallade liturgien. På grund av färgen på de tryckta exemplarens band kom den att kallas Rödboken (Idag skrivs den ofta som ”Röda boken”). Den hade han själv tillsammans med Fecht skrivit. Bokens titel och företal samt föreskrifterna för prästen, randanmärkningar och noter är skrivna på latin, men själva liturgin är skriven på både latin och svenska. 
Denna mässordning skilde sig från den övriga, mindre ceremoniella "Svenska mässan" genom att omedelbart uppta en stor del av den romerska mässans innehåll. Sådana yttre bruk var knäböjning och dylikt som skulle vittna om prästens och församlingens andakt, ty "fromheten", hette det, "borde visa sig i alla lemmar och tala genom mun, ögon, händer och fötter". Dessutom vände sig den nya liturgin mot de överklagade missbruken och förbjöd prästerna att hantera sakramentet med otvagna händer, nyttja orena altar- och mässkläder, lägga mössa och vantar på altarbordet och liknande. Korstecken, bugningar och altarkyssningar, som ansågs anstötliga för protestantiska ögon var dock borttagna. Det var om denna gudstjänstordning, som kampen därefter huvudsakligen fördes; därav även själva namnet på striden. Under några år, 1576–1580, växte dock striden och fick en mycket större betydelse, genom att Johan samtidigt lät diskutera ett direkt närmande till romerska kyrkan.

## Motstånd

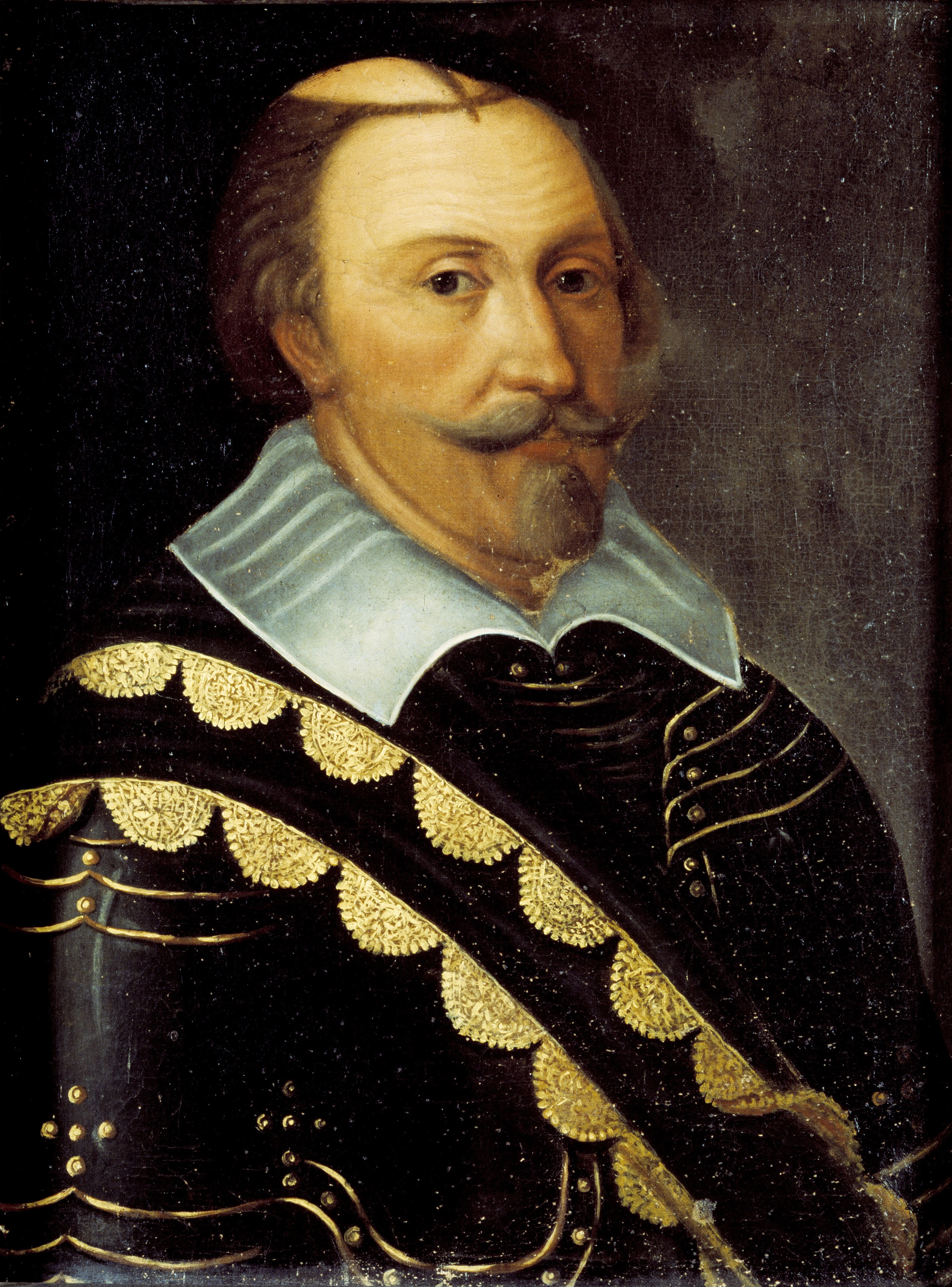
Hertig Karl, sedermera Karl IX, avbildad av okänd samtida konstnär.

Första motståndet mot "nya ordinantian" och liturgin kom från brodern hertig Karl. Han uttalade sig från början bestämt för bibehållande av de under Gustav Vasas tid införda kyrkobruken. Senare, i september 1576, förklarade sig även hertigdömets invånare vilja hålla fast vid dem. Samtidigt började oron märkas i huvudstaden. Stockholms kyrkoherde, Olaus Petri Medelpadius, rektorn vid stadens skola, Abrahamus Andreae Angermannus, och två kaplaner sattes 7 september ur tjänstgöring för sin vägran att iaktta den nya ordningen. Då de inte gav efter, utan tvärtom avgav en skriftlig invändning mot liturgin, förflyttades Olaus Petri till domprost i Uppsala och Abrahamus till predikant i Öregrund, båda under ärkebiskopens särskilda uppsikt. Av de båda kaplanerna flydde den ene, Petrus Erici, till hertig Karl; den andre fick stanna i Stockholm på grund av sin höga ålder.

## Striden hårdnar
Vid jultiden 1576 flammade striden upp i Uppsala, där ärkebiskop Laurentius förbjöd den nye domprosten och professorn Petrus Jonae, vilka uppträdde med häftiga predikningar, att utöva prästämbetet. I januari 1577 kallades Petrus Jonae och hans ämbetsbroder Olaus Luth av kungen till Stockholm. Religionssamtal ägde rum, varvid jesuiten Laurentius Norvegus ("Klosterlasse") förde liturgins talan. Men de båda männen vidhöll sina protester, och domprosten i Västerås, Salomon Birgeri, som förmåtts understödja liturgin och förordnats att tjänstgöra i Stockholm, anslöt sig till motståndet. Emellertid lät kungen underhandla i landsorterna om liturgins erkännande. Och då en till Stockholm utlyst riksdag skulle avhandla frågan, fördes Uppsalaprofessorerna bort i förvar till Svartsjö, Salomo Birgeri samt Olaus Petri och Abrahamus Angermannus, vilka senare fortfarande visade sig omedgörliga, till gården Häringe i Södertörn. Vid riksdagen 1577 lämnade de världsliga stånden genast sitt bifall till den nya mässordningen (11 februari). Prästerskapet undertecknade däremot först fem dagar senare sitt medgivande, efter ett ihärdigt motstånd av Linköpingsbiskopen Martinus Olai Gestricius och med hänvisning till en i konflikten avkrävd förklaring över den omtvistade boken. Därefter återhämtades fångarna, men kunde inte heller nu förmås till eftergift. De båda professorerna fick då återvända till Uppsala; Abrahamus Angermannus skickades som kyrkoherde till Saltvik på Åland, och Olaus Petri fick slå sig ned på en sin gård i Roslagen. Salomo Birgeri hölls ännu någon tid fången och fick därefter återgå till sin befattning i Västerås.
Trots det genomdrivna beslutet märktes dock inte – utom i Västergötland – någon betydande entusiasm för liturgins verkliga införande, och allra minst kom detta i fråga i Linköpings stift, där biskop Martin var den styrande, eller i Strängnäs stift, där hertig Karls vilja var avgörande. Den omständigheten, att de till Sverige inkomna jesuiterna uppträdde alltmera öppet, bidrog snart att öppna ögonen på många, som visat sig undfallande, och själve ärkebiskop Laurentius Petri (död 12 februari 1579) vände sig under sitt sista levnadsår mot den vidtagna förändringen.

## Kampen fortsätter
Sedan förhoppningen om en överenskommelse med påven gått om intet 1580, blev kung Johan mera våldsam i försöket att genomdriva sin vilja, medan hertig Karl åter började att öppet trotsa den. Kungen befallde sina fogdar att undanhålla inkomsterna för de präster, som vägrade att följa liturgin. Biskop Martinus i Linköping avsattes, men utsågs till kyrkoherde i Nyköping av hertig Karl, som vid samma tid även utnämnde den avsatte kyrkoherden i Vadstena Jesper Marci till superintendent över Värmland samt Vadsbo och Valle härad. Petrus Jonae kastades 1581 i fängelse, och Abraham Angermannus, som en tid hållits fången på Åbo slott, hotades återigen av fångenskap, men båda lyckades fly till hertigen. På riksdagen i Stockholm 1582 lät Johan prästerna stadfästa kyrkoordinantian 1575 och förklara sig frivilligt samtycka till liturgins införande i alla församlingar i riket. År 1583 var alla rikets biskopar, utom den i Strängnäs, samlade vid ärkebiskop Andreas Laurentii Björnrams vigning och förband sig då till den liturgiska reformens fullständiga genomförande.

## Slutet på striden
Efter Nicolaus Olai död 1585 lät hertig Karl välja Petrus Jonæ Helsingus till biskop i Strängnäs stift, i strid med kung Johans vilja. I maj 1586 utfärdade hertigen Örebro artiklar, där det bland annat reglerades att endast de ceremonier i kyrkotjänsten som prästerskapet godkänt i Uppsala 1572 skulle gälla.  
Året efter förlikades konungen och hertigen, och i riksdagen i Vadstena 1587 sköts den religiösa stridsfrågan upp till ett framtida kyrkomöte. Redan samma år lät dock Karl prästerskapet i Strängnäs stift förklara liturgien både onödig och skadlig; det övriga prästerskapet i hertigdömet instämde. Med hjälp av Abrahamus Angermannus kunde hertigen visa att fyra tyska teologiska fakulteter förkastade kungens skrift. 
Johan rasade och i ett brev 1588 gjorde han hela hertigdömets prästerskap fredlösa. Kungen lyckades också förmå prästerna i några andra landsdelar att säga upp all gemenskap med hertigdömets andliga ämbetsmän. Samtidigt gjordes från flera håll påminnelser om det tilltänkta kyrkomötet, och 1589 yrkade rådet på att kyrkomötet borde sammankallas. Samma år fängslades flera framträdande personer för att ha vägrat erkänna liturgien, bland andra lärare vid Stockholmskollegiet Ericus Jacobi Skinnerus, Nicolaus Olai Bothniensis och Petrus Kenicius, och kungens tidigare anhängare Ericus Olai Schepperus.
Mot slutet av sitt liv blev dock kungen mildare, och när prästerna i Växjö stift, som varit mest motsträviga mot liturgien, sökte frihet att följa den, gav han dem frihet genom säga att han inte ville vara "deras samvetens konung". Striden avslutades helt genom att den svenska kyrkans förhållanden reglerades definitivt under Uppsala möte 1593.